# 鎌田俊明
鎌田 俊明（かまた としあき、1951年11月3日 -　）は、日本の元陸上競技選手。現役時代の専門は長距離走。5000m・10000m、および30kmロードの元日本記録保持者で、1976年モントリオールオリンピック代表選手。

## 来歴
現役時代はカネボウ陸上競技部に所属し、1976年の日本陸上競技選手権大会の5000mと10000mに優勝、モントリオールオリンピックの代表選手となる。オリンピックでは5000mは8位、10000mは7位だった（当時オリンピックの入賞は6位までだったため、入賞は逃している）。この年、30kmロードに1時間30分20秒8の日本最高記録を樹立する。
1977年に5000mと10000mの日本記録を樹立、デュッセルドルフで開催された第1回陸上ワールドカップの10000mでは7位となった。